# Novoandriivka, Bilopillea
Novoandriivka (în ucraineană Новоандріївка) este un sat în comuna Tereșcenkî din raionul Bilopillea, regiunea Sumî, Ucraina.

## Demografie
Componența lingvistică a localității Novoandriivka
     Ucraineană (96,67%)
     Română (2,22%)
     Rusă (1,11%)
Conform recensământului din 2001, majoritatea populației localității Novoandriivka era vorbitoare de ucraineană (96,67%), existând în minoritate și vorbitori de română (2,22%) și rusă (1,11%).